# This Cloud Is Learning
This Cloud Is Learning är Nicolai Dungers tredje studioalbum, utgivet 1999. Medverkande musiker är bland annat Ebbot Lundberg (även producent) och Martin Hederos.

## Låtlista
| Nr  | Titel                     | Längd |
| --- | ------------------------- | ----- |
| 1.  | This Town                 | 3:26  |
| 2.  | Independence              | 3:23  |
| 3.  | Father                    | 3:56  |
| 4.  | Something in the Way      | 4:44  |
| 5.  | If I Were a Little Star   | 3:34  |
| 6.  | While Birds Become Fishes | 2:24  |
| 7.  | Butterflyin' Friend       | 3:29  |
| 8.  | What Tomorrow             | 3:04  |
| 9.  | Organ Track               | 3:56  |
| 10. | Below the Night           | 4:20  |
| 11. | Songbegging               | 3:16  |
| 12. | All I Know                | 1:37  |